# Rafael Juncadella i Urpinas
Rafael Juncadella i Urpinas (San Vicente dels Horts, 1 de octubre de 1931 – Barcelona, 7 de febrero de 2019), fue un sacerdote y líder vecinal barcelonés del barrio de Roquetes (Nou Barris) y coordinador de la Red de Intercambio de Conocimientos Nou Barris. Contribuyó a la alfabetización de los adultos del barrio bajo la influencia de la pedagogía de Paulo Freire. El año 2003 recibió la Medalla de Honor de Barcelona.
Fue ordenado salesiano en 1954 y, junto con su tarea docente y solidaria, llegó a ser un referente social para toda una generación. Emprendió numerosas iniciativas en Cataluña y Nicaragua, todas ellas orientadas a la alfabetización y apoyo de los más desvalidos y de los recién llegados. En Nicaragua trabajó en diferentes proyectos sociales que pudo llevar a cabo gracias al apoyo del Colectivo de Teatro EPMA de Mataró y las ayudas del Fondo Catalán de Desarrollo. 
En el año 1970, después de 4 años de intensa actividad en el colegio Salesiano de Barcelona, fue a trabajar al colegio de Mataró, donde llevó una frenética actividad religiosa, educativa, social y política durante cinco años. Fundó el Centro Juvenil Salesiano, con el fin de acoger jóvenes del barrio de Sardañola. El Centro Juvenil de Mataró llegó a tener más de 250 afiliados que compartían actividades lúdicas, culturales, deportivas y religiosas. Destacaban las actividades solidarias, como las visitas a los hospitales, residencias y las ayudas a los más necesitados. Se comprometió con grupos de acción política de la ciudad y en el barrio de Sardañola, entonces perseguidos por el régimen. Dentro del propio colegio salesiano de Mataró, más concretamente en la llamada Casa Blanca, dio acogida a las incipientes organizaciones para la democratización del país. 
En el año 1973 organizó la primera campaña de recogida de papel y botellas de cava (Acción 73) con la participación de más de 500 jóvenes llegados de toda Cataluña. Los beneficios de la campaña se destinaron a la compra del Local Social del Pueblo, en el barrio de Sardañola y, más concretamente, en la calle Valencia donde, a partir de entonces, se harían las reuniones de las comunidades de vecinos y de las incipientes entidades sindicales y políticas. Es por este motivo que, en 1974, se lo propuso como “Mataronino del Año “.  
En el año 1975 se interesó por los ciudadanos de Cehegín (Murcia) que vivían en Mataró, y organizó una romería; una convivencia anual con los cehegineros de la ciudad. Se materializó el mes de septiembre de 1976, alrededor de la festividad de la Virgen de las Maravillas, patrona de Cehegín. La Asociación Murciana todavía continúa celebrando estos encuentros anuales. 
Influido por el Concilio Vaticano II, colgó los hábitos y se instaló en el barrio de Nou Barris, Barcelona, donde residió desde el año 1977. Este mismo año, empezó a dar clases de adultos en la escuela Freire, también en Nou Barris. Fundó La Cultura Va de Fiesta, actividad que se celebra el segundo domingo del mes de mayo y donde participan unas 60 entidades de Nou Barris. Rafael Juncadella también participó en otras luchas vecinales, sobre todo durante los años 80. Fue muy activo en la llamada Indiada, una acampada que, en el 1984, reclamó el soterramiento de la Ronda de Dalt a su paso por Roquetes. Durante los años 2009, 2010 y 2011 Rafael Juncadella formó parte del Consejo de Solidaridad del Ayuntamiento de Mataró. Trabajó activamente como profesor de catalán y castellano para gente recién llegada y parados. Òmnium Cultural de Nou Barris creó el premio Rafael Juncadella, para reconocer el trabajo desinteresado de personas y entidades en favor de la cohesión social. Juncadella recibió el premio en la primera edición de dicho certamen. Uno de sus legados más vivos es el llamado Festival de Sopas del Mundo, que cada año se celebra en Nou Barris y en que cada una de las comunidades culturales que vive en el distrito se muestra en sociedad con algunas de las recetas gastronómicas más representativas.
El Ayuntamiento de Mataró ha otorgado a Rafael Juncadella el título de Hijo Adoptivo de la ciudad. Los grupos municipales también pidieron, para él, y de forma unánime la Cruz de Sant Jordi.